# サマンサ!
『サマンサ！』(Samantha!)は、2018年から2019年にNetflixで配信されたブラジルのコメディドラマシリーズ。

## 概要
80年代に子役スターだったサマンサは有名人の座をあきらめきれず、ギリギリしがみついている。栄光を再度味わおうと、無謀で笑える計画を企てるが。このキャラクターは、刑務所に10年以上暮らした後に帰国した元サッカー選手、ドディと結婚し、一緒に2人の子供：シンディとブランドンを抱えている。

## 登場人物
カッコ内は日本語吹替え声優。
レギュラー出演
- エマニュエル・アラウジョ - サマンサ・アレンカル（???）
- ダグラス・シルヴァ - ダグラス・アレンカル（???）
- サブリナ・ノナート - シンディ・アレンカル（???）
- カウアイゴンサルヴェス - ブランドン・アレンカル（???）
- ダニエル・ファーラン - マルショーニョ（???）

## エピソード
| シーズン | シーズン | 話数 | 話数 | 放送期間      | 放送期間      |
| -------- | -------- | ---- | ---- | ------------- | ------------- |
|          | 1        | 7    | 7    | 2018年7月6日  | 2018年7月6日  |
|          | 2        | 7    | 7    | 2019年4月19日 | 2019年4月19日 |

## 参照
1. ↑  . http://plus55.com/brazil-culture/news/2017/02/netflix-brazilian-series-samantha {{cite news}}: |title=は必須です。 (説明)⚠⚠
2. ↑  . https://omelete.uol.com.br/series-tv/noticia/samantha-e-a-proxima-serie-original-da-netflix-no-brasil/ {{cite news}}: |title=は必須です。 (説明)⚠⚠